# Druids F.C.
Ruabon Druids F.C. (walisisk: CP Derwyddon) var en fodboldklub hjemmehørende i Ruabon nær Wrexham i Wales. Klubben blev grundlagt i 1869 com Plasmadoc F.C. af David Thomson og hans bror, George, fra Ruabon. I 1872 smeltede klubben sammen med to andre Ruabon-klubber, Ruabon Rovers F.C. og Ruabon Volenteers F.C., og blev dermed til Ruabon Druids F.C.
Druids F.C. er kendt for at være den første walisiske klub, der deltog i FA Cup og Birmingham & District League, og holdet vandt Welsh Cup otte gange.
Holdets hjemmebane var Wynnstay Park på Wynnstay Estate og klubbens farver var hvide trøjer, sorte shorts og sorte sokker.
Efter første verdenskrig forlod Druids Wynnstay Park og blev slået sammen med med Rhosymedre F.C. under navnet Rhosymedre Druids F.C., som spillede på Church Field i Rhosymedre. Denne klub fusionerede i 1923 med Acrefair United F.C., hvorved den nye klub Druids United F.C. opstod. Denne klub overlevede i næsten 70 år, hvoreft den i 1992 fusionerede med Cefn Albion F.C. under dannelse af Cefn Druids F.C., som viderefører "Druids"-navnet i ligaen Cymru Alliance.